# Franziskus Antonius Fasani

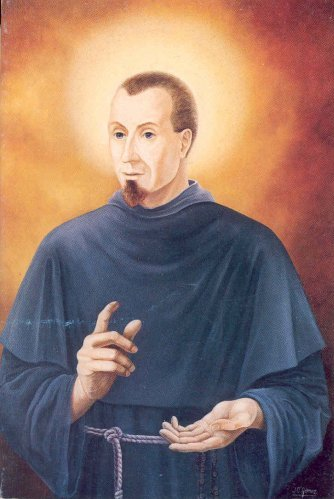
Franziskus Antonius Fasani

Franziskus Antonius Fasani (* 6. August 1681 in Lucera, Italien; † 29. November 1742 daselbst) war ein Franziskaner und Priester. Er wird in der katholischen Kirche als Heiliger verehrt.

## Leben
Franziskus war Philosophie-Professor, schloss sich aber dann 1695 dem Franziskanerorden an und empfing 1705 die Priesterweihe. Er wurde als „Pater Maestro“ zu einem bekannten und beliebten Prediger und Beichtvater und erneuerte das geistliche Leben von Apulien. Als Ordensprovinzial von Apulien und Pfarrer von San Francesco in Lucera lebte er in strengster Armut und kümmerte sich hingebungsvoll um Arme und Kranke. Deshalb wurde er schon zu Lebzeiten der „Heilige der Armen“ genannt.

## Verehrung
Franziskus wurde am 15. April 1951 von Papst Pius XII. selig- und von Papst Johannes Paul II. am 13. April 1986 heiliggesprochen. Sein Gedenktag in der Liturgie ist der 29. November. Er wurde Anlässlich der Seligsprechung in eine Urne aus Kristall und Bronze umgebettet, die unter dem Hochaltar der Kirche San Francisco aufgestellt wurde, die Kirche wurde im Jahr 2001 zum Diözesanheiligtum des heiligen Franziskus Antonius Fasani erklärt.